# Гаранин, Стефан Константинович
Стефа́н Константи́нович Гара́нин (род. 8 февраля 2001, Санкт-Петербург, Россия) — российский хоккеист, выступавший в главной эстонской лиге.

## Биография
В 2016—2019 годах выступал за юниорские и молодёжные команды родного Санкт-Петербурга (U16 и U18), в сезоне 2019/2020 принял приглашение кирово-чепецкой «Олимпии», игравшей в Национальной молодёжной хоккейной лиге. В 2020—2022 году в составе клуба «Вялк 494» из Тарту в Эстонской хоккейной лиге дважды становился чемпионом Эстонии. В настоящее время — в составе выступающего в студенческой лиге клуба Национального государственного университета физической культуры, спорта и здоровья имени П. Ф. Лесгафта, Санкт-Петербург.

## Достижения
- — чемпион Эстонии 2021
- — чемпион Эстонии 2022[англ.]